# Musique (Purple Disco Machine)
Musique è un singolo di Purple Disco Machine, pubblicato il 26 agosto 2014.

## Tracce
1. Musique (Original Mix) – 6:45
2. Let the Rain Pour (featuring Oli Rose / Original Mix) – 6:22